# ¡Vivan los niños!
¡Vivan los niños! es una telenovela infantil mexicana producida por Nicandro Díaz para Televisa y transmitida por El Canal de las Estrellas durante los años 2002 y 2003. 
Es una readaptación de la telenovela de 1989 Carrusel, la cual está basada en la argentina Señorita maestra de 1982 (basada en la versión original también argentina Jacinta Pichimahuida) de 1966.
Es protagonizada por Andrea Legarreta y Eduardo Capetillo, junto a los niños Óscar Alberto López, Daniela Aedo, Natalia Juarez, Ana Paulina Cáceres, Nicole Durazo, Christian Stanley, Danna Paola, Valentina Cuenca, Andrés Márquez, Juan de Dios Martín, entre otros, con las actuaciones antagónicas de Alejandra Procuna, Karla Álvarez, Elizabeth Dupeyrón, Jackeline Arroyo, Silvia Caos y Rubén Cerda. Con las actuaciones estelares de Joaquín Cordero, Raquel Olmedo, Renata Flores e Ignacio López Tarso.

## Sinopsis
La historia gira alrededor de un grupo de segundo grado de la escuela primaria "Patria Unida". En el primer día de clases a estos niños se les asigna una nueva maestra llamada Lupita Gómez y no solo es muy bonita: también es bastante buena y comprensiva con sus alumnos. Acaba de entrar en la escuela por recomendación del portero de la escuela, Don Joaquín, que es su padrino, y como recién se ha graduado, este será su primer grupo con el que va a trabajar durante todo el año, hace poco, tuvo que dejar su pueblo natal para venir a dar clases en la ciudad, y tiene un papá que se llama Felipe. Lupita entablará con los niños una relación algo más que de maestra y alumnos, ya que se volverán los mejores amigos.

## Personajes

### Personal de la Escuela

#### Maestra Lupita Gómez
Es la maestra del grupo de segundo grado de la Escuela Patria Unida. Es como una segunda madre para sus alumnos a quienes llama sus pequeños corazones. De trato amable y una enorme paciencia. Es oriunda de un pueblo de Jalisco, donde vive su padre Felipe Gómez, un hombre que padece problemas de alcoholismo. En la mitad de la telenovela, llega quien sería el amor de su vida, Emiliano Leal, un modesto profesor de música. Pero para lograr cumplir este romance, deberá enfrentarse a Diamantina Robles.

#### Emiliano Leal
Es un modesto profesor de música que llegó a la mitad de la telenovela para reemplazar a la maestra Verruguita. A su llegada, él se enamora profundamente de la maestra Lupita, al igual que ella de él, pero en un comienzo, la maestra Carolina, quien también se enamora de él trata de enamorarlo, por lo que el al comienzo, el finge un romance con ella, el cual, luego termina, para empezar así una relación con Lupita. Pero después, llega Diamantina Robles, quien se enamora del profesor Emiliano y buscará hacer hasta lo imposible para separarlo de Lupita.

#### Don Joaquín
Es el portero de la Escuela Patria Unida. Es un hombre de edad avanzada, que usualmente usa un sombrero. Siempre llama a los niños de la escuela sus blancas palomitas. Los niños lo quieren y lo respetan mucho. En un momento de la telenovela, Don Joaquín se enferma y los niños del grupo de Segundo Grado se ofrecen para cuidarlo durante la noche, mientras el Dr. Molina trata su enfermedad. Él constantemente recibe regaños de la Directora Caradura.

#### Alarica Caradura
Es la directora de la Escuela Patria Unida. Es una mujer tosca, de carácter muy fuerte y muy psicorrígida, por lo que la mayoría de los niños, Pancha y Don Joaquín la llaman La Gruñetas. Pero ella también tiene su lado bueno y comprensivo, el cual se deja apreciar en algunos episodios de la telenovela. Algunas veces los niños le hacen bromas, las cuales ella no toma para nada bien. Le gusta mucho la palabra “Disciplina”.

#### Seguismunda Verruguita
Es la maestra de música de la escuela, pero luego es reemplazada por el profesor Emiliano y ella pasa a ser la profesora de Educación Física. Es una maestra alegre y muy extrovertida y dramática, pero quiere mucho a los niños, así como ellos a ella. Es víctima de las bromas que Damián, Memo y Yuyi le hacen. La maestra Verruguita se casa después con Polidoro. En un viaje a Acapulco, la maestra se encuentra con una mujer idéntica a ella, Rosamunda Cocoshka, quien tiene problemas legales y busca destruir a la maestra Verruguita.

#### Pancha
Es la señora encargada del aseo y la limpieza en la escuela. Siempre usa un uniforme azul celeste. Es una mujer graciosa y extrovertida que se divierte mucho con los niños y tiene mucha empatía con los maestros. Constantemente recibe llamados de atención de la Directora Caradura, al igual que Don Joaquín, con quien le gusta mucho platicar.

#### Carolina Muñiz
Es una dulce maestra que llegó como suplente del Segundo Grado cuando la maestra Lupita tuvo que viajar a su pueblo a cuidar de su padre. Al comienzo, fue mal recibida por los niños quienes la trataban mal, le hacían bromas y no le hacían caso, ya que pensaban que si la obedecían, traicionarían a su maestra Lupita. Pero con el paso del tiempo, los niños se fueron encariñando con ella y entendieron que ella era sólo una suplente. Cuando la maestra Lupita regresó, la maestra Carolina dejó la escuela pero luego, con la ayuda de Primitivo Batalla, el padre de Lucas, logró conseguir el puesto como profesora de Tercero en la Escuela Patria Unida. Se hizo la mejor amiga de Lupita. Ambas compartían el sentimiento de enamoramiento hacia el profesor Emiliano, quien al comienzo fingió ser novio de Carolina, pero luego terminó con ella para iniciar su relación formal con Lupita.

#### Dolores Herrera
Es una mujer viuda que perdió a su esposo en un accidente, que llegó a la Escuela Patria Unida asignada por la Secretaría de Educación, como maestra del Segundo Grado. Sin embargo, debido a su carácter fuerte, dominante y psicorrígido con los alumnos, estos apelaron para tener de regreso a su maestra Lupita y hacer trasladar a la maestra Dolores al grupo de Primero. Aunque en un comienzo, esta decisión no fue aceptada por la Directora Caradura, la maestra Dolores habla con Lupita para devolverle el grupo de Segundo y pasar al grupo de Primero. Dolores, conocida también como Lolita, es la madre de Estrella, quien debido al accidente en el que murió su padre, queda parapléjica, pero después de una intervención quirúrgica, Estrella vuelve a caminar e ingresa a la escuela al grupo de Segundo Grado. Dolores se preocupa mucho por su hija y siempre percibe cuando su hija está en peligro. La maestra Dolores y su hija más adelante abandonan la escuela debido a que su nuevo esposo, el Doctor Bernardo Arias, debe mudarse a Montreal, Canadá.

### Los niños

#### Marisol Luna
Es una niña extrovertida, que siempre cuenta bromas en clase que hacen reír al grupo. Marisol se enamora de Diego Loyola, a quien ella le dice El Melenudo, luego de que él se echara la culpa por una tinta que Marisol por accidente derramó sobre una planilla de la Maestra Lupita. Marisol se hace novia de él, pero siempre le da órdenes y le tiene celos, por lo que Diego casi siempre le obedece, aunque en algunos momentos, Marisol y Diego se pelean por los celos que Marisol le tiene a Diego. Marisol es una niña que es muy buena compañera, que nunca se resigna a ver mal a sus compañeros. Un ejemplo de esto fue cuando Citlali había olvidado todo lo que estudió para el examen debido a los problemas con sus padres, y Marisol se ofreció a realizar el examen de Citlali y se quedó sin realizar el suyo, o cuando se tragó una carta que tenía una nota que inculpaba a Estrella de tener unos cigarrillos en su mochila, broma hecha por Damián cuando Marisol estaba celosa con Estrella, ya que Diego la había cortejado para darle celos. El juguete favorito de Marisol es una ratona de peluche llamada Paquita con quien suele hablar todas las noches. Su madre, la señora Sofía, es una mujer también extrovertida que siempre le gusta halagar a su familia y minimizar a la de su marido, el señor Gerardo Luna, un empresario que trabaja en una oficina. Pero ambos son buenos padres con su hija, la quieren , le aconsejan y le enseñan mucho. Durante una buena parte de la telenovela, Marisol adopta a un extraterrestre llamado Ax, que cayó en un meteorito la noche que los niños cuidaban a Don Joaquín. Ax es un pequeño extraterrestre con muchos poderes, a quien Marisol hizo pasar por su primo, hasta que tuvo que regresar al espacio.

#### Diego Loyola
Diego es un niño con una enorme cabellera y un gran corazón que siempre ayuda a sus compañeros. Diego se hace novio de Marisol desde que ella se enamoró de él por haberse echado la culpa de la tinta que ella derramó sobre la planilla de la Maestra Lupita. Marisol lo llama El Melenudo por su gran cabellera. Diego suele hacer todo lo que Marisol le diga, ya que esta le tiene celos y en algunas ocasiones Marisol ha tenido arranques de celos que los han hecho pelear, pero el que más sobresalió fue el de Maripaz Mazagatos, una vecina del apartamento de Diego que le tendió una trampa para que pintara el gato de su padre y lo metieran preso. Después de esto, Diego, cansado de suplicarle a Marisol, fingió estar enamorado de Estrella para darle celos, lo que hizo que Marisol le pagara a Damián y Yuyi para tenderle una trampa a Estrella, de lo cual ella después se arrepintió, pues eran los cigarros que Damián había escondido en su mochila con la nota para la maestra Lupita que Marisol se comió. Después de esto, Marisol y Diego arreglan sus diferencias y vuelven a ser novios. Diego es muy compañerista y bueno con todos sus compañeros. Él tiene de mascota un zorrillo llamado Pun. Diego vive en su apartamento con sus padres y su abuela materna, la señora Adelina, que quiere mucho a su nieto y siempre busca como apoyarlo en sus situaciones difíciles.

#### Santiago Valderrama
Santiago es un niño muy sabio, prudente e inteligente y con un gran liderazgo. Es por ello, que junto a sus compañeros crea el club de los Zorros y las Panteras Salvajes. Es un niño muy simpático y noble que no le gusta ver sufrir a sus compañeros ni a su maestra y siempre busca la manera de ayudar a solucionar sus problemas. Simoneta y Polita están enamoradas de él por todas las cualidades físicas, morales y mentales que tiene. Es el único de la clase que usa lentes.

#### Ángel Bueno
Es el único niño afrodescendiente del grupo de segundo de la Maestra Lupita. Es un niño dulce que vive profundamente enamorado de Simoneta, pero esta no le corresponde, ya que siempre lo discrimina y lo desprecia por su color de piel. Sólo hasta el final de la telenovela donde ella se entera de que Ángel le salvó la vida rescatándola de la fosa es que ella empieza a quererlo. Otro que siempre discriminaba a Ángel por ser negro era Rodrigo Ricardi, quien una vez le tendió una trampa para filmar una película donde a Ángel lo disfrazaban de mono. Ángel es un niño increíblemente ingenuo que se cree todo lo que le dicen, lo que lo convierte en el blanco principal de las bromas de Damián. Entre las muchas bromas que Damián le ha hecho a Ángel, muchas veces con ayuda de Memo y Yuyi; sobresalen algunas como el hacerlo felicitar a la Directora por haber tenido una bebé llamada Ruperta la Foca, lo que provoca que casi lo expulsen de la escuela; hacerlo vestir de bailarina y regalarle un sapo a Simoneta para asustarla mientras ella realizaba su actuación de ballet frente al público; venderle una falsa loción para hacerse blanco y falsificar una estampa que le faltaba a Ángel para completar un Álbum y cambiarlo por una muñeca para Simoneta, entre otras. Pero Ángel es un niño que siempre obra de buena fe. Le gusta tocar las maracas y heredó este talento de su padre. Los padres de Ángel son muy comprensivos con su hijo y siempre buscan ayudarlo a salir adelante con sus sueños. Una frase muy característica de Ángel es decir No, yo decía, especialmente cuando Simoneta lo reprocha. 

#### Simoneta Molina
Es una niña muy inteligente, rica, caprichosa, presumida y orgullosa. Su padre es el Doctor Fernando Molina y Simoneta siempre presume de él diciendo que es el mejor médico del mundo. Ángel está enamorado de ella pero esta lo desprecia por ser negro. Sus padres siempre han tratado de corregir las malas actitudes de su hija. En una ocasión, sus compañeros le aplicaron la Ley del Hielo para que ella aprendiera a no ser orgullosa. Pero a pesar de estos defectos, Simoneta también tiene su lado bueno, pues ella suele compartir con sus compañeras y también se ha unido a sus compañeros cuando van a resolver un problema o hacer algo para beneficiar a los demás. De hecho ella pocas veces ha tenido demostraciones de solidaridad con Ángel, como cuando ocurrió lo de Ruperta la Foca, o cuando recibió con agrado la muñeca que le regaló Ángel, pero es al final de la novela, cuando Simoneta se entera de que Ángel la recató de la fosa y le salvó la vida, cuando Simoneta hace a un lado sus prejuicios raciales. Otro de los problemas que tiene Simoneta es que ella ha intentado separar a Diego de Marisol en repetidas ocasiones, pero no le ha resultado.

#### Lucas Batalla
Es un niño alto, gordo y torpe que le apasiona el fútbol, pero tiene un déficit en lenguaje y matemáticas. Pero es un gran compañero que siempre le gusta defender a sus amigos, en especial a Ángel, que ha sido víctima de las bromas de Damián y de los ataques de Simoneta y Rodrigo. Su padre, el señor Primitivo Batalla es un humilde mecánico que sufre por el rendimiento académico de su hijo, hasta llegar a tal punto de menospreciarlo algunas veces, pero luego se arrepiente al ver que su hijo es un buen ser humano con muchas virtudes. Por otro lado, su madre, la señora Chela, es una mujer más noble y comprensiva con su hijo; pero ambos padres de Lucas tienen un gran corazón. Entre las acciones heroicas que ha tenido Lucas destacan el rescatar a Simoneta de unos secuestradores que la tenían en su poder, ayudar al padre de Memo a disfrazarse de mujer para hacerse pasar por la institutriz que la señora Porfiria, la abuela de memo, necesitaba, y así poder estar cerca de su hijo, haber trabajado para el Señor Ignacio Robles para ayudar a su padre cuando él estaba con la pierna enyesada y haber cooperado con Simoneta para ayudar a Ángel en la broma de Ruperta la Foca. Pero Lucas tiene un pequeño defecto, y es que en algunas ocasiones se refiere mal de las mujeres a quienes el llama femeninas, pero su machismo no es tan fuerte como el de Damián. La frase característica de Lucas es Me suda el cerebelo.

#### Polita Rionda
Es una niña tierna, gordita y muy comilona. Junto a Lucas, son los niños más gordos del grupo. Las dos pasiones de Polita son la comida y las cosas relacionadas con el amor. Siempre luce una balaca con un corazón. Le gusta medir las cosas por su romanticismo, por lo que siempre dice Esto es tan romántico y sentimental o Esto es muy antiromántico y antisentimental. Polita está enamorada de Santiago, pero nunca llegan a ser novios, aunque en una ocasión, Damián le hizo una broma escribiéndole una carta de amor en nombre de Santiago, haciéndole creer que Santiago estaba enamorado de ella; pero su broma se descubre pronto. Sus padres son gordos y comilones igual que ella.

#### Wendy Anderson
Wendy es la niña más bajita del grupo de la maestra Lupita, pero también la única de origen estadounidense y la única pelirroja. Es conocida por su acento gringo cuando habla. Wendy es una niña tierna y feliz y muy amiga de sus compañeras. Le gusta mucho ayudar a sus compañeros.

#### Yuyi Wong
Yuyi es el niño chino y el único de la raza oriental, es conocido por su influencia, su amigo Damian Bravo lo utiliza como secuaz, quien lo anima a participar en sus locos planes como en el caso de la pomada para la blancura a Ángel Bueno.

#### Citlali Castillo
Es una niña noble que ha sufrido mucho por los problemas de sus padres, pero luego estos se solucionan. En una ocasión, sufrió de una apendicitis, por lo que tuvo que ser operada por el padre de Simoneta. Los problemas que los padres de Citlali sufrían eran por causa de la infidelidad de su padre, el señor Julián Castillo, quien le era infiel a su esposa, Estela, con una señora llamada Thelma, una malvada mujer que buscaba destruir a la familia de Citlali, quien en un comienzo fingió estar embarazada de Julián, luego rompió el uniforme de Citlali y finalmente, intentó convertir a Citlali en una changa, dándole una pócima para convertirla en bestia, pero Thelma terminó bebiéndola sin querer, y luego se enloqueció intentado arrojar a Citlali desde una noria, pero luego Citlali fue rescatada y Thelma fue llevada al Zoológico. Después de todo esto, la familia de Citlali empezó a vivir feliz, cuando Julián regresó con su esposa.

## Elenco
- Andrea Legarreta - Maestra Guadalupe "Lupita" Gómez Díaz
- Eduardo Capetillo - Emiliano Leal Gallego
- Miguel de León - Alonso Gallardo Méndez
- Alejandra Procuna - Diamantina Robles
- Joaquín Cordero - Don Joaquín Castillo Pérez
- Ignacio López Tarso - Don Ignacio Robles
- Raquel Olmedo - Directora Alarica Caradura
- Renata Flores - Segismunda Verruguita / Rosamunda Cocoshka / Zenón Hurtado
- Manuel Saval -  Dr. Fernando Molina Guzmán
- Rebeca Mankita - Paola Broker de Molina
- Isabel Martínez "La Tarabilla" - Francisca "Pancha"
- Raúl Padilla "Chóforo" - Felipe Gómez
- Miguel Galván - Primitivo Batalla
- Adriana Acosta - Graciela "Chela" Valencia de Batalla
- Silvia Caos - Doña Porfiria Vda de Palacios
- Elizabeth Dupeyrón - Fabiola del Moral
- Alejandro Ruiz - Julián Castillo Marcos
- Zaide Silvia Gutiérrez - Estela Ordóñez de Castillo
- Nicky Mondellini - Sofía Nájera de Luna
- Eduardo Rodríguez - Gerardo Luna Nuñoa
- Daniela Aedo - Marisol Luna Nájera
- Natalia Juarez - Simoneta Molina Broker
- Valentina Cuenca - Citlali Castillo Ordóñez
- Christian Stanley - Ángel Bueno Piña
- Andrés Márquez - Lucas Batalla Valencia
- Ana Paulina Cáceres - Polita Valle de la Rionda Ruíz
- Nicole Durazo - Brisa Bravo Sousa
- Juan de Dios Martín - Damián Bravo Sousa
- Kevin Hung - Yuyi Wong
- Óscar Alberto López - Diego Loyola Iturralde
- Danna Paola - Estrella Herrera Mendoza
- Brayam Alejandro - Guillermo "Memo" Sánchez Palacios
- Valeria López - Wendy Anderson
- Raúl Sebastián - Santiago Valderrama
- Hendrick Marine - Rodrigo Ricardi Bloom
- Enrike Sánchez - Óscar
- Carlos Colín - Tito
- Eduardo Antonio - José Bueno
- Aída Hernández - Cruz Piña de Bueno
- Jorge Capín - Arturo Bravo
- María Morena - Pilar Sousa de Bravo
- Rafael Banquells Jr. - Othón Valle de la Rionda Río
- Gisella Aboumrad - Godofreda "Gogó" Ruíz de Valle de la Rionda
- Marco Uriel - Diego Loyola
- Susana Lozano - Liliana Iturralde de Loyola
- Luis Xavier - Rubén Valderrama
- Carmen Rodríguez - Ana Laura Rodríguez de Valderrama
- Juan Ignacio Aranda - Ricardo Ricardi
- Susan Vohn - Greta Bloom de Ricardi
- Jaime Garza - Juan Sánchez / Joanina Dulcinea
- Esther Rinaldi - Micaela Palacios de Sánchez
- Yolanda Ventura - Dolores Herrera
- David Ostrosky - Dr. Bernardo Arias
- Beatriz Sheridan - Inspectora Severina Estudillo
- Martha Ofelia Galindo - Gorgonia
- Manuel "El Loco" Valdés - Polidoro
- Yuri - Regina Noriega
- Héctor Sáez - Dr. Elpidio
- Dacia González - Perpetua
- Jorge de Silva - Horacio
- Karla Álvarez - Jacinta Durán
- Roberto Palazuelos - Pantaleón Rendón
- Andrea Lagunes - Miranda Gallardo Noriega
- Anadela - Carolina Muñiz
- Anastasia - Dalia
- Vielka Valenzuela - Valeria
- Jackeline Arroyo - Thelma
- Vilma Traca - Doña Licha
- Aurora Molina - Eduviges
- Norma Lazareno - Adelina
- Jorge Pascual Rubio - Germán
- Julio Vega - Garrido
- Guillermo Rivas "El Borras" - Eladio
- Violeta Isfel - Florencia Paz Ferrer
- Rosita Pelayo - Artemisa
- Zully Keith - Nina
- Martín Lazareno - Rubén
- Ricardo Chávez - Uriel
- Shamila - Torcuata Trueno
- Roberto "Puck" Miranda - Patotas
- Ángeles Balvanera - Petra
- Adalberto Martínez "Resortes" - Vagabundo
- Rafael Bazán - Chato
- Julio Monterde - Padre Domingo
- Jacqueline Voltaire - Directora del ballet
- Jorge Páez - Él mismo
- Xorge Noble - Representante de Jorge Páez
- Arturo García Tenorio - Carnicero
- Roberto Tello - Pretendiente de Segismunda
- Lorena Velázquez - Donatella
- Carlos Eduardo Rico - Animador del concurso de música
- Rafael del Villar - Esposo de Dolores
- Lalo "El Mimo" - Mustafá
- José Luis Cordero "Pocholo" - Dueño del bar "El Gato Loco"
- Mario Carballido - Bruno
- Humberto Elizondo - Juez Mazagatos
- Andrea Botas - Maripaz Mazagatos
- Ramón Menéndez - Lucio Alatriste
- María Luisa Alcalá - Librada
- Janet Ruiz - Anastasia Luna
- Estela Barona - Griselda Luna
- Juan Carlos Serrán - Pietro Mortadello
- María Rubio - Sra. Arredondo
- Pompín Iglesias - Sr. Nicolás Garza
- Andrés Torres Romo - Ax
- Miguel Priego - Científico
- Julio Camejo - Científico
- René Casados - Sr. Cuéllar
- Francisco Avendaño - Gerente del hotel
- Arturo Vázquez - Igor Karambasoft
- Jorge Van Rankin - Zopenko Karambasoft
- Rubén Cerda - Juez Malvino Buenrostro
- Jorge Brenan - Rik
- Antonio Brenan - Rok
- Jacqueline Bracamontes - El Hada de los Tesoros
- Claudia Ortega - Brígida Chávez
- Juan Carlos Casasola - Secundino
- Javier Ruán - Lic. Tejeda
- Juan Ferrara - Mauricio Borbolla
- Marcela Páez - Constanza de Borbolla
- Melissa Perea - Gaby Borbolla
- Katie Barberi - Dorina
- Juan Peláez - Lic. Arredondo
- Verónica Macías - Secretaria del Lic. Arredondo / Conductora de programa de noticias
- Lisette Morelos - Adriana Espinoza
- Raúl Magaña - Fabián Espinoza
- Aarón Hernán - Notario Sotomayor
- Marisol Mijares - Inés
- Zyanya Betancourt - Mechita
- Amparo Garrido - Doña Luz
- María Clara Zurita - Falsa Cayetana
- Teo Tapia - Gerente Cárdenas
- Claudio Báez - Evaristo Leal
- Lupita Lara - Cayetana Rubio de Leal
- Alejandro Ibarra - Octavio
- María Fernanda Mejorada - Margarita
- Anabel Gutiérrez - Pordiosera
- Carlos Rotzinger - Dr. Ghafat
- Juan Verduzco - Juez Tirado
- Archie Lafranco - Dimitri

### Teatro
Después del éxito obtenido en la televisión el productor Nicandro Díaz y Gerardo Quiroz llevan al escenario ¡Vivan los Niños!...El Musical al Teatro Metropolitan con las actuaciones de Yolanda Ventura, Raúl Padilla "Chóforo" y todo el elenco infantil.

## Premios y reconocimientos

### Premios INTE
| Año  | Categoría                    | Nominado(a)   | Resultado |
| ---- | ---------------------------- | ------------- | --------- |
| 2003 | Telecomedia del año          | Nicandro Díaz | Nominado  |
| 2003 | Talento infantil del año     | Daniela Aedo  | Nominada  |
| 2003 | Guionista/Libretista del año | Kary Fajer    | Nominada  |

## Versiones
- ¡Vivan los niños! es una readaptación de la telenovela Carrusel producida por Valentín Pimstein en 1989, la cual es una adaptación de la telenovela argentina Señorita maestra producida en 1982, y que a su vez está basada en la telenovela Jacinta Pichimahuida de 1966.
- En 2012, La cadena brasileña SBT realizó una adaptación basada en Carrusel titulada Carrossel protagonizada por Rosanne Mulholland.